# Jenaro Marinhas del Valle
Jenaro Marinhas del Valle (Corunha, Galiza 1908 - 1999) foi um novelista, poeta, ensaísta e dramaturgo galego. 

## Infância, juventude e compromisso
O pai pertencia a círculos ligados às tertúlias oitocentistas da Cova Céltica e ele próprio assistiu desde bem novo às representações teatrais organizadas na Corunha pela Irmandade da Fala da cidade, da qual com o tempo chegará a ser responsável pelas finanças.
Fez estudos de Filosofia na Universidade de Santiago de Compostela, mas só concluiu os de Empresa, vindo a se dedicar profissionalmente ao ofício de contabilista. Publicou na década de 1920 poemas na revista Vida Gallega e escreveu colaborações jornalísticas no jornal A Nosa Terra.
Foi um dos fundadores das Mocidades Galeguistas, secção juvenil do Partido Galeguista (hegemónico no nacionalismo galego até 1936, data do golpe de Estado franquista).

## Golpe de estado militar e Guerra Civil
Em 1936, antes de 18 de Julho, fez campanha pela aprovação do primeiro Estatuto de Autonomia da Galiza, aprovado por esmagadora maioria mas nunca aplicado por causa da Guerra Civil Espanhola.
Após ter viajado pela Europa do Leste na década de 1940, voltou em 1943 clandestinamente à Galiza, participando nas reuniões que darão na criação da editorial Galaxia, dedicada à recuperação literária do galego ainda durante a ditadura.

## Académico e defensor da unidade linguística galego-portuguesa
Em 1978, e por sugestão de Rafael Dieste, foi nomeado membro numerário da Real Academia Galega, lugar que ocupa até 1990, em que, logo após a morte de Ricardo Carvalho Calero, renunciou em sinal de protesto pela orientação anti-reintegracionista da instituição.
A partir daí manteve uma defesa do reintegracionismo. Foi nomeado Membro de Honra da Associaçom Galega da Língua (AGAL), e da Associação de Escritores em Língua Galega.

## Autor teatral e poético
A primeira obra teatral que escreveu desapareceu com o assassinato do editor Ângelo Casal pelos franquistas em 1936. 
Ao longo da sua vida escreveu sobretudo obras dramáticas e teóricas sobre o género teatral, tais como "A importância do público na revelação teatral", discurso de entrada à RAG, mas também narrativas e poéticas.
Algumas obras artísticas dignas de destaque são: A revolta e outras farsas (1965) e Ramo cativo (1990), no referente ao teatro, e a poética Lembrando Manuel António (1979) e a narrativa A vida escura (1987).

## Obra literária e científica
- A Serpe. Ed. Galaxia (Vigo, 1952)
- Monifates, en Grial, n.º 4. (1964)
- A revolta e outras farsas. Ed. Galaxia (Vigo, 1965)
- A festa do Cheneque e outras historias, in Grial. (1967)
- Pequena farsa dos amores desencontrados, in Grial, n.º 21 (1968)
- Loucura e morte de Peregrino, in Grial, n.º 31 (1972)
- Importancia do público na revelación teatral. Eds. do Castro (Sada, 1979
- Lembrando a Manoel Antonio. Ida-epístola ao meu duplo.  Junta da Galiza (Corunha, 1979)
- A vida escura. AGAL (Corunha, 1987)
- Ramo Cativo. Ed. Sotelo Blanco (Barcelona, 1990)
- O real em cena. Notas a esmo, in Agália, n.º 21 (1990)
- Lugris, oratória e teatro, in Agália, n.º 23 (1990)
- Os alárvios, in Agália, n.º 23 (1990)
- Ramo Cativo. Ed. Sotelo Blanco (1990)
- A língua do escritor, in Agália, n.º 25 (1991)
- «Teatro»', en A nosa literatura, n.º 50. Ed. A Nosa Terra e AS-PG (1997).
- Teatro Interte, in Agália, n.º 49 (1997).